# Pompás nünüke
A pompás nünüke (Meloe variegatus) a hólyaghúzófélék családjába tartozó, Európában és Nyugat-Ázsiában honos bogárfaj. Lárvája méheken élősködik.

## Megjelenése
A pompás nünüke testhossza 11-38 mm, a nőstények nagyobbak. Alapszíne fémes, sötét barnászöld. A fej és az előtor szélei rézvörösek. Potrohának felső oldalán minden szelvényen látható egy rézvörös és egy sárgászöld folt. Hasi oldala fémes sötétkék. Feje a szemek mögött hosszában benyomott. A fej és előtor durván, ráncosan pontozott, a megrövidült, potrohot alig takaró szárnyfedők bőrszerűen ráncoltak, a ráncok között kiemelkedő fényes, lapos bütykökkel.      

### Hasonló fajok
Magyarországon nem él más, hasonló színezetű nünüke.

## Elterjedése
Európában és Nyugat-Ázsiában honos. Magyarországon korábban gyakori volt, de a löszgyepek mezőgazdasági művelésbe vonásával és a rovarirtószerek elterjedésével száma megritkult. Ma Csongrád-Csanád vármegyében, Tokaj környékén és a Peszér-Adacsi Tájvédelmi Körzetben élnek nagyobb állományai.      

## Életmódja
Réteken, legelőkön, erdőszéleken él. Az imágó különféle növények leveleivel táplálkozik. Április-júniusban aktív. Ha megzavarják bűzös, olajos folyadék kiválasztásával igyekszik elriasztani támadóját.
Mintegy 3 mm-es lárvája a méhek (többnyire magányosan élő, de néha kolóniaalkotó fajok is) parazitája. A virágokra mászva várja, hogy belekapaszkodhasson egy arra járó méhbe, majd fejének tüskéivel megszúrja a potrohát és a kicsorduló hemolimfával táplálkozik. A több lárvával fertőzött méh el is pusztulhat. A lárva első vedlése után leszáll a méhről és annak fészkében a felhalmozott virágporral, nektárral táplálkozik.     
Magyarországon védett, természetvédelmi értéke 50 000 Ft.

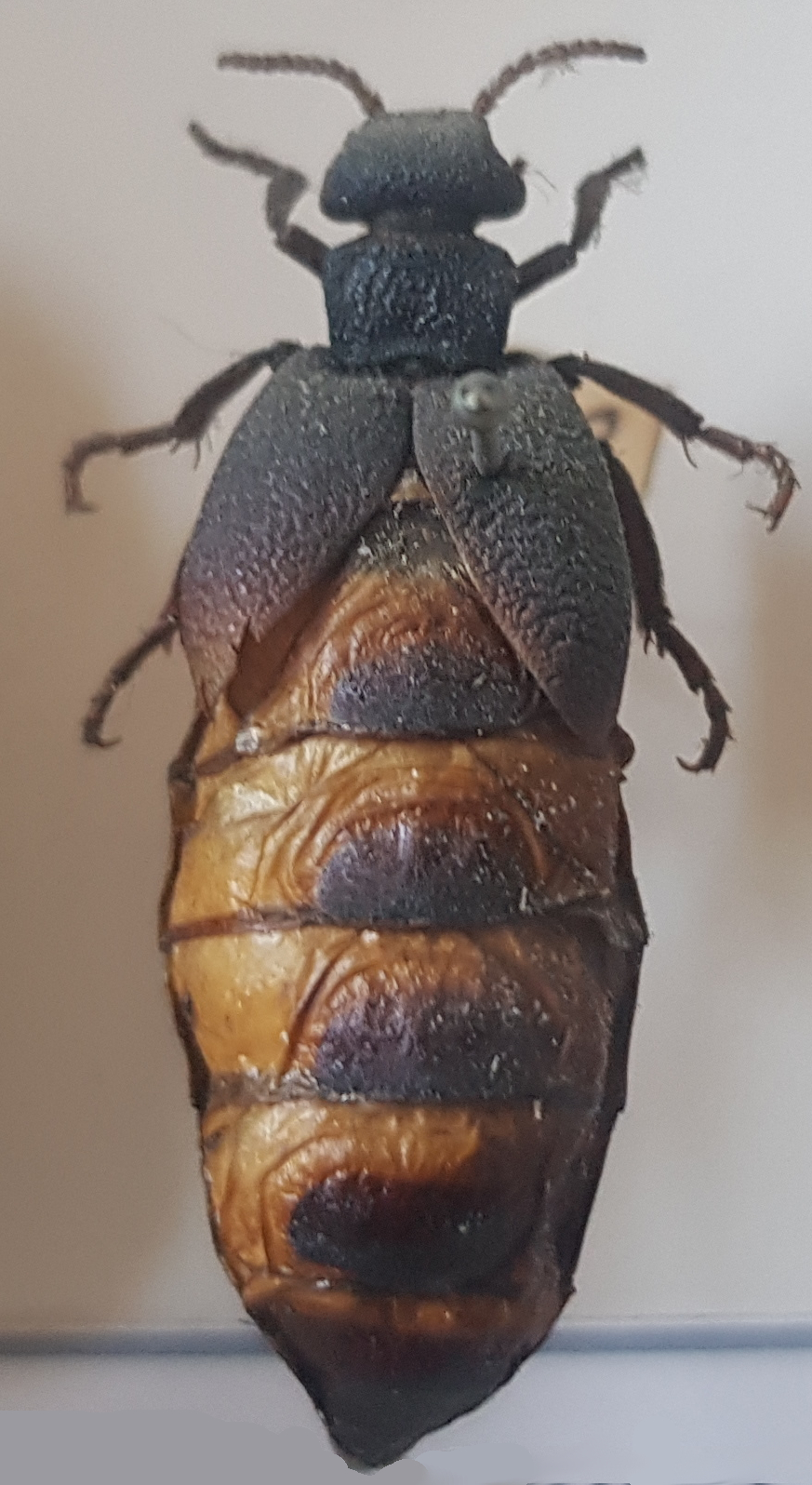
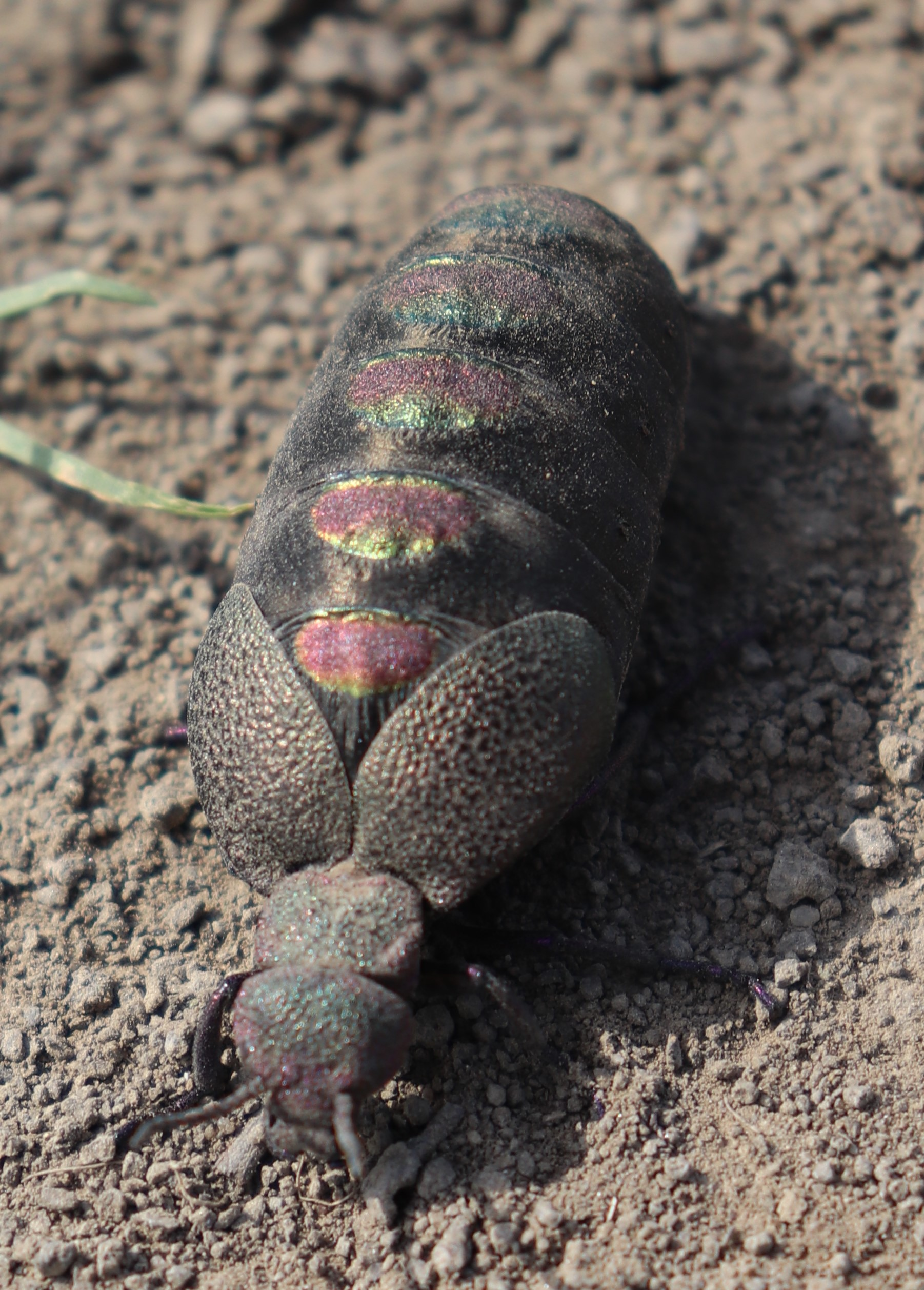
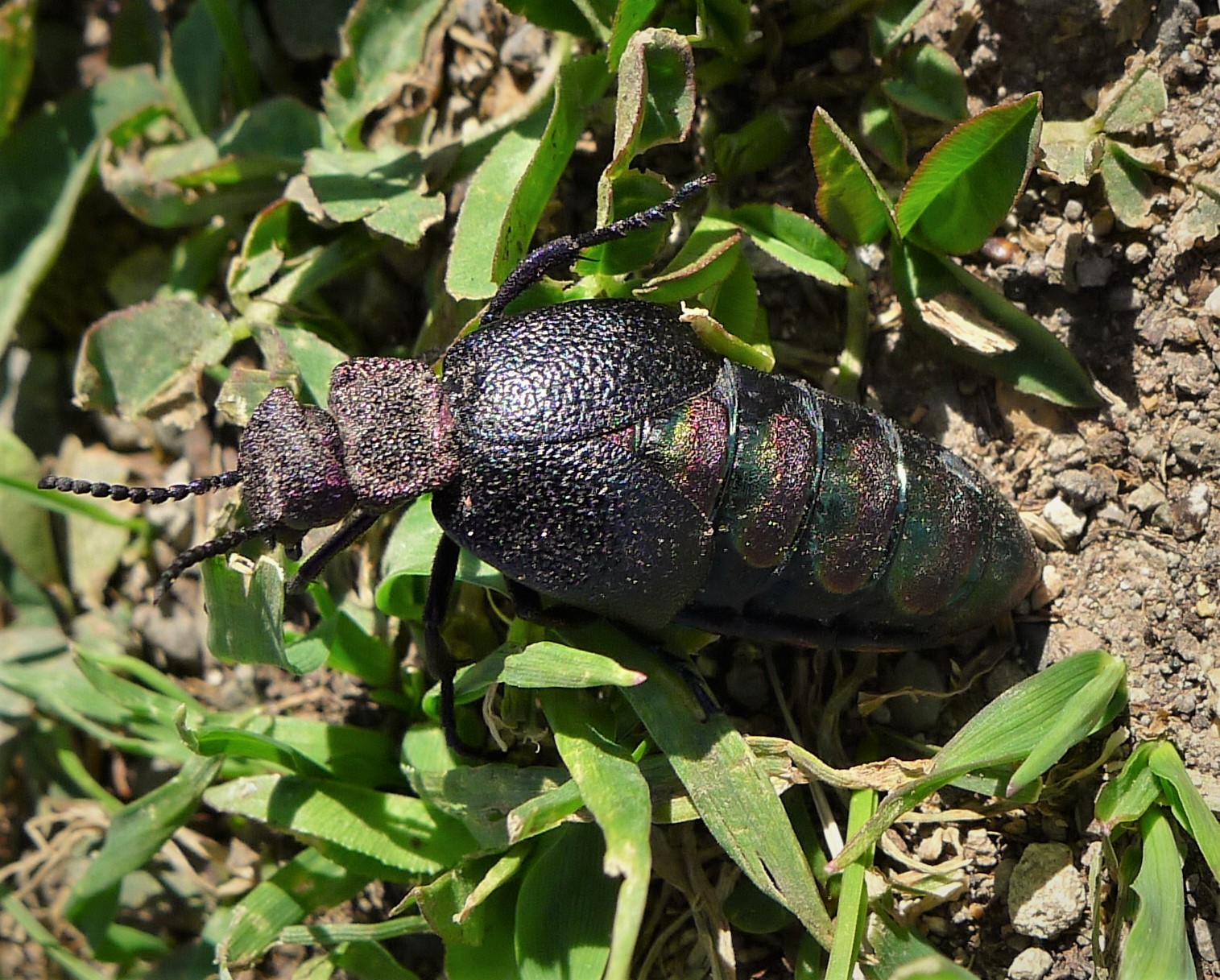
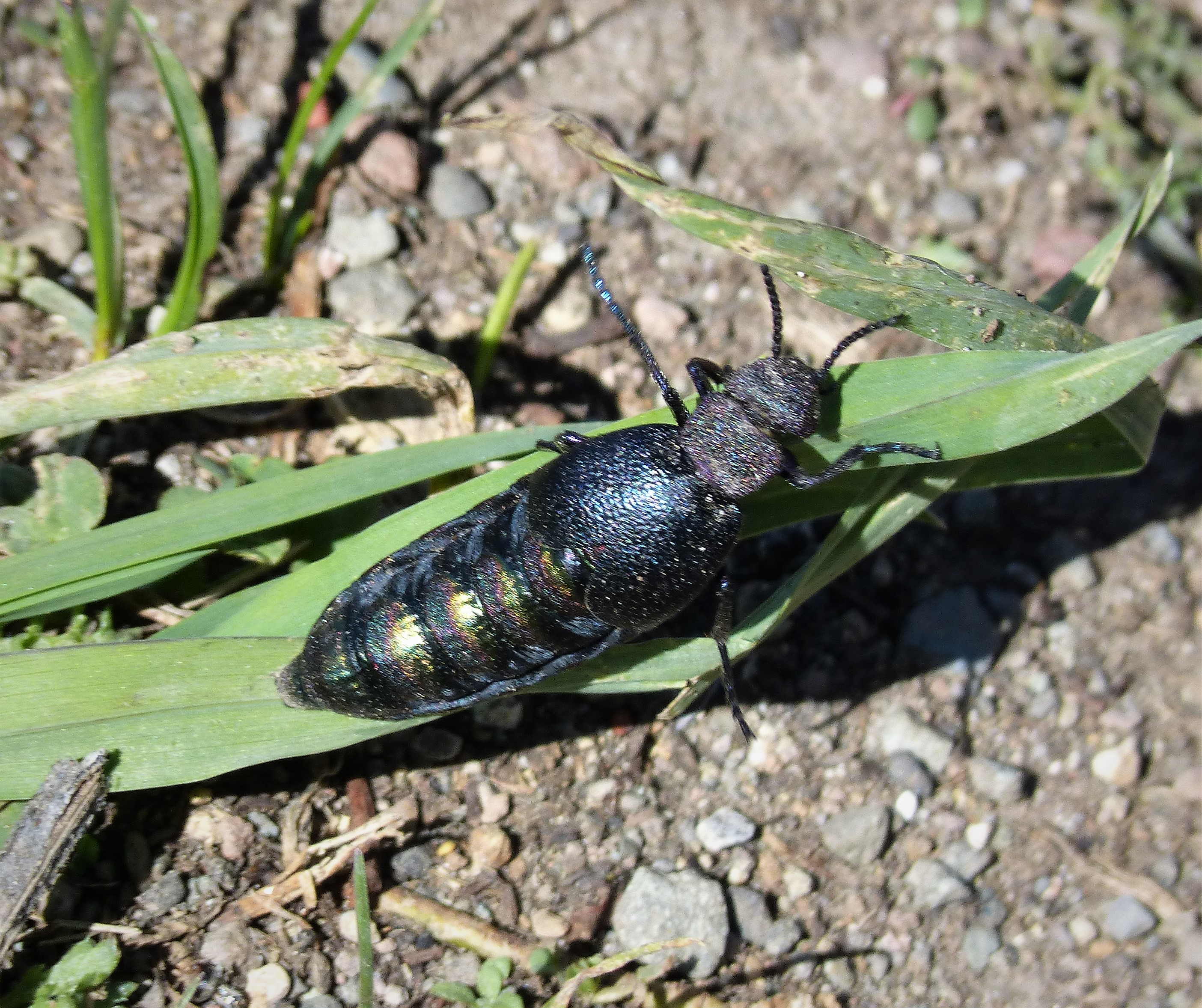